# بي إم دبليو الفئة الثالثة
بي إم دبليو الفئة الثالثة هي إحدى أبرز السيارات المدمجة التي تنتجها شركة بي إم دبليو الألمانية منذ مايو 1975، وهي امتداد لسلسلة 02. صنعت هذه السلسلة عبر سبعة أجيال متتالية.
بدأت الفئة الثالثة كسيارة سيدان ببابين فقط، ثم توسع نطاق الطراز ليشمل خيارات متعددة، منها سيدان بأربعة أبواب، كشف ببابين، كوبيه ببابين، عربة بخمسة أبواب، سيارة "جران توريزمو" بخمسة أبواب، وهاتشباك بثلاثة أبواب. اعتبارًا من عام 2013، تم فصل طرازي الكوبيه والكشف وتسويقهما ضمن الفئة الرابعة بدلاً من الفئة الثالثة.
تعتبر الفئة الثالثة الأكثر مبيعًا بين طرازات بي إم دبليو، حيث تستحوذ على نحو 30% من إجمالي مبيعات الشركة السنوية، وقد حصدت العديد من الجوائز المرموقة عبر تاريخها. ظهرت النسخة الرياضية منها إم 3 لأول مرة مع طراز أي 30 إم 3 في عام 1986.

## الجيل الأول (إي 21؛ 1975)

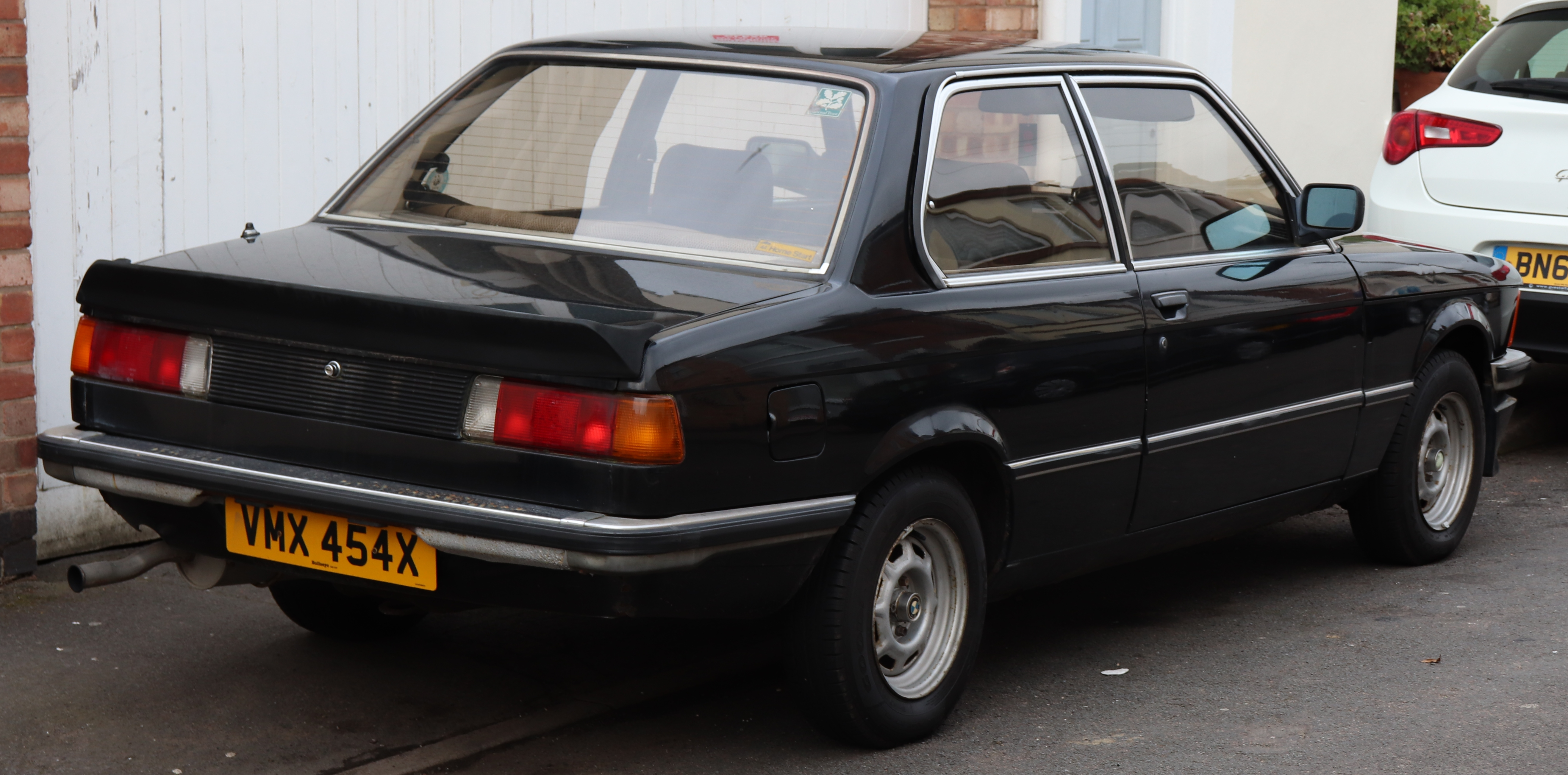
طراز إي 21

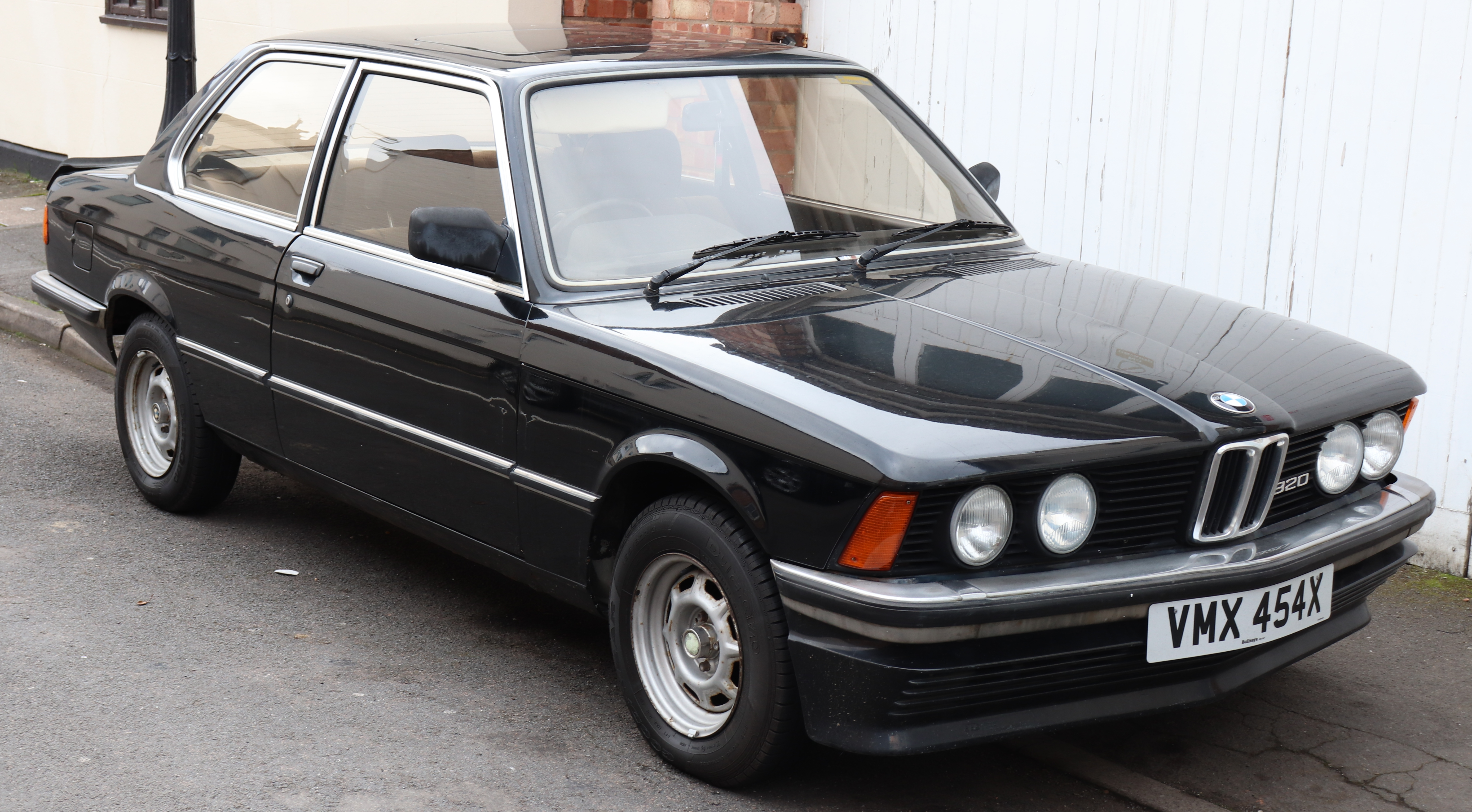
طراز إي 21

حل طراز إي 21 محل الفئة 02 [الإنجليزية] وكان متاحًا في البداية بنمط هيكل سيدان ذو بابين (والذي يُوصف أيضًا كوبيه).
عند الإطلاق، كانت جميع الطرازات تستخدم محركات مكونة من أربع أسطوانات تعمل بالكربراتير؛ ومع ذلك، قدمت الطرازات المزودة بنظام حقن الوقود في نهاية عام 1975، وأضيفت المحركات المكونة من ست أسطوانات في عام 1977. وكان نمط هيكل السيارة المكشوفة– المُصنع بواسطة بوير – متاحًا من عام 1978 حتى 1981.

## الجيل الثاني (إي 30؛ 1982)

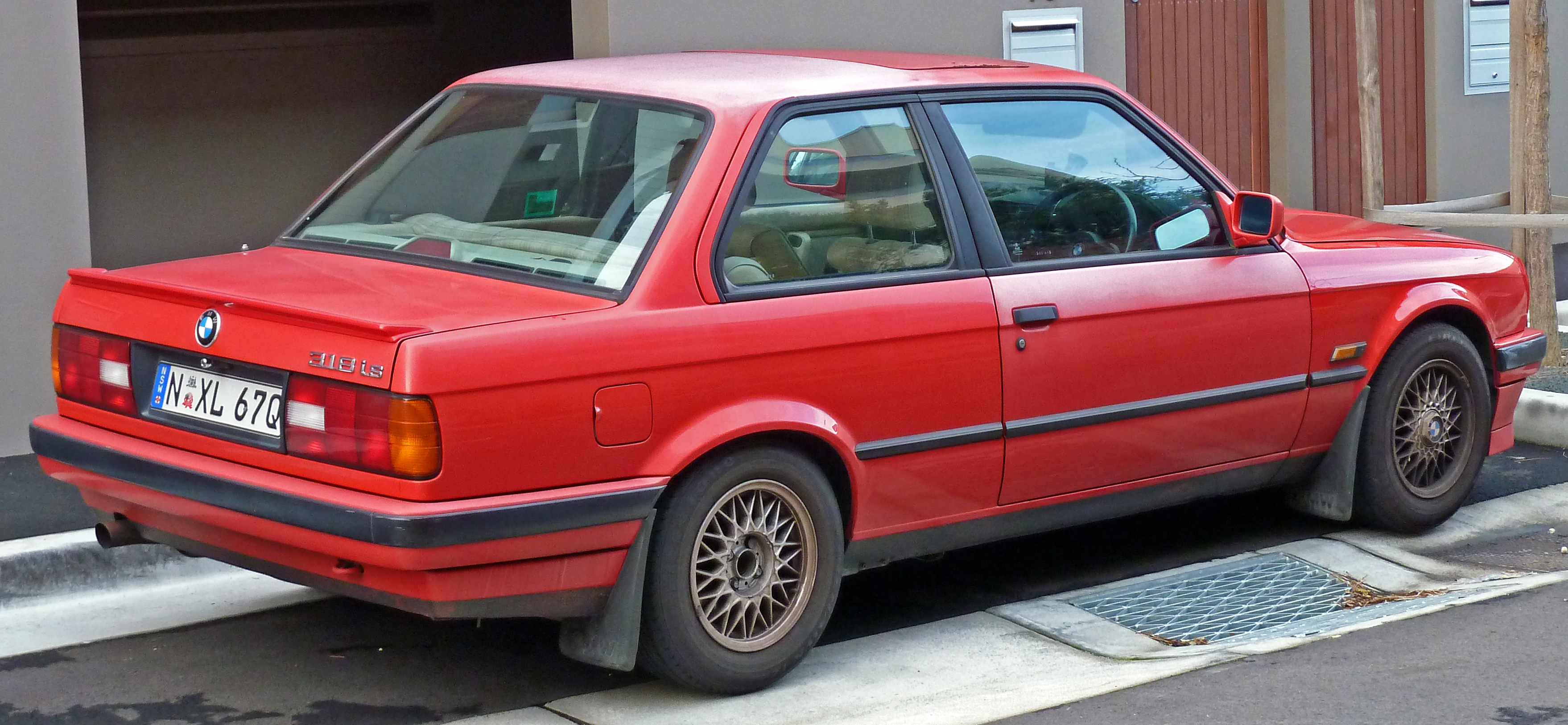

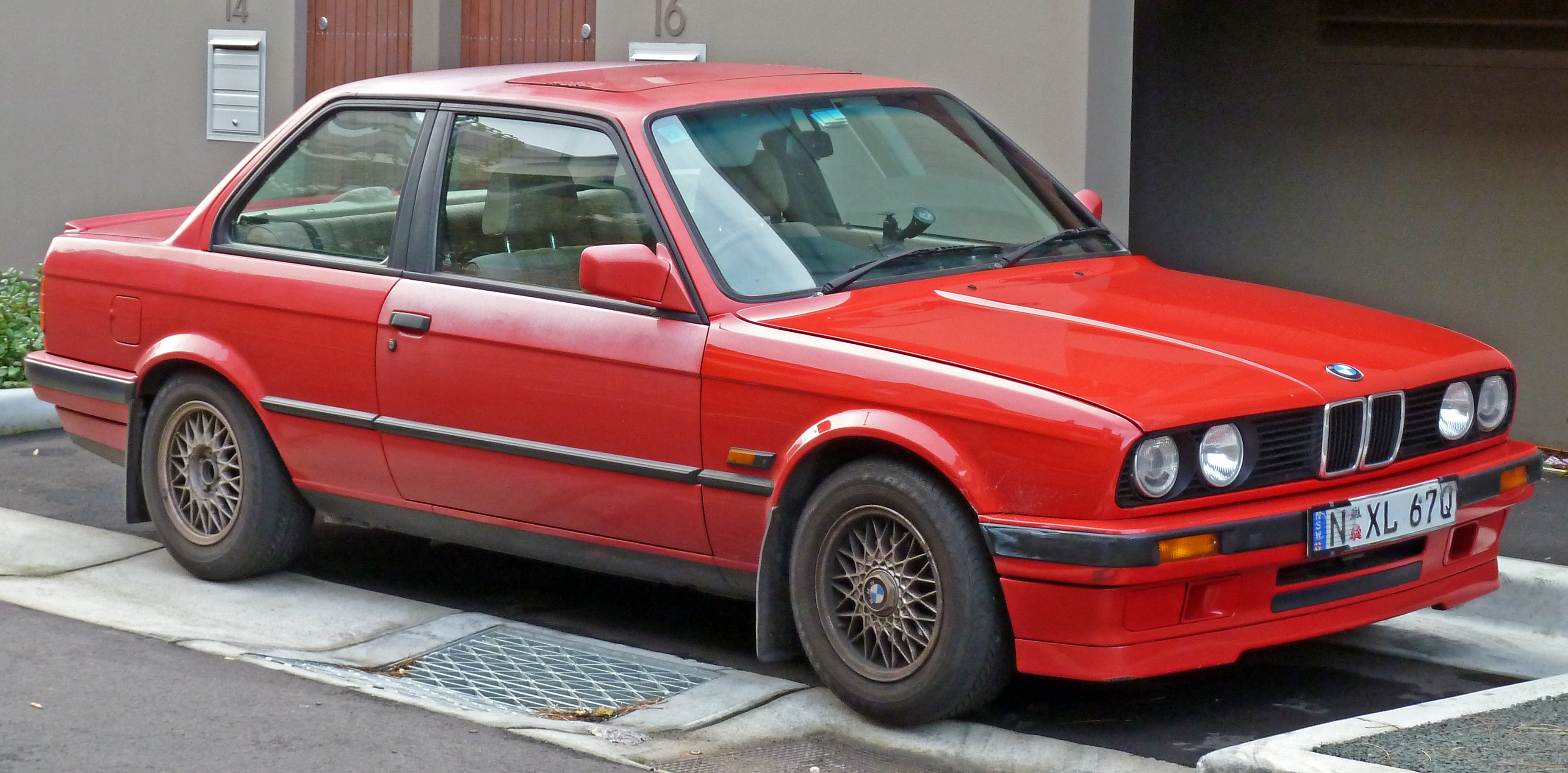

أنتج طراز إي 30 فقط بنمط هيكل سيدان ذو بابين عند تقديمه في عام 1982. قدمت طرازات سيدان ذات الأربع أبواب في عام 1983، وظهرت الطرازات المكشوفة في عام 1985، بينما قدمت طرازات الاستيت ("تورنغ") في عام 1987.
كان إي 30 هو أول طراز من الفئة 3 متاحًا بنمط هيكل استيت وذات أربع أبواب. كما كان أيضًا أول طراز من الفئة 3 يقدم محرك ديزل، وأدخل الدفع الرباعي إلى سلسلة الفئة 3 مع طراز 325 آي إكس. بنيت سيارة بي إم دبليو زد 1 رودستر على منصة إي 30.
صنعت أول سيارة بي إم دبليو إم 3 على منصة إي 30. كان طراز إي 30 إم 3 مزودًا بمحرك بنزين إس 14 ذو أربع أسطوانات عالي الدوران، بقدرة 175 كيلو واط (235 حصانًا) في النسخة الأوروبية النهائية فقط.

## الجيل الثالث (إي 36؛ 1990)

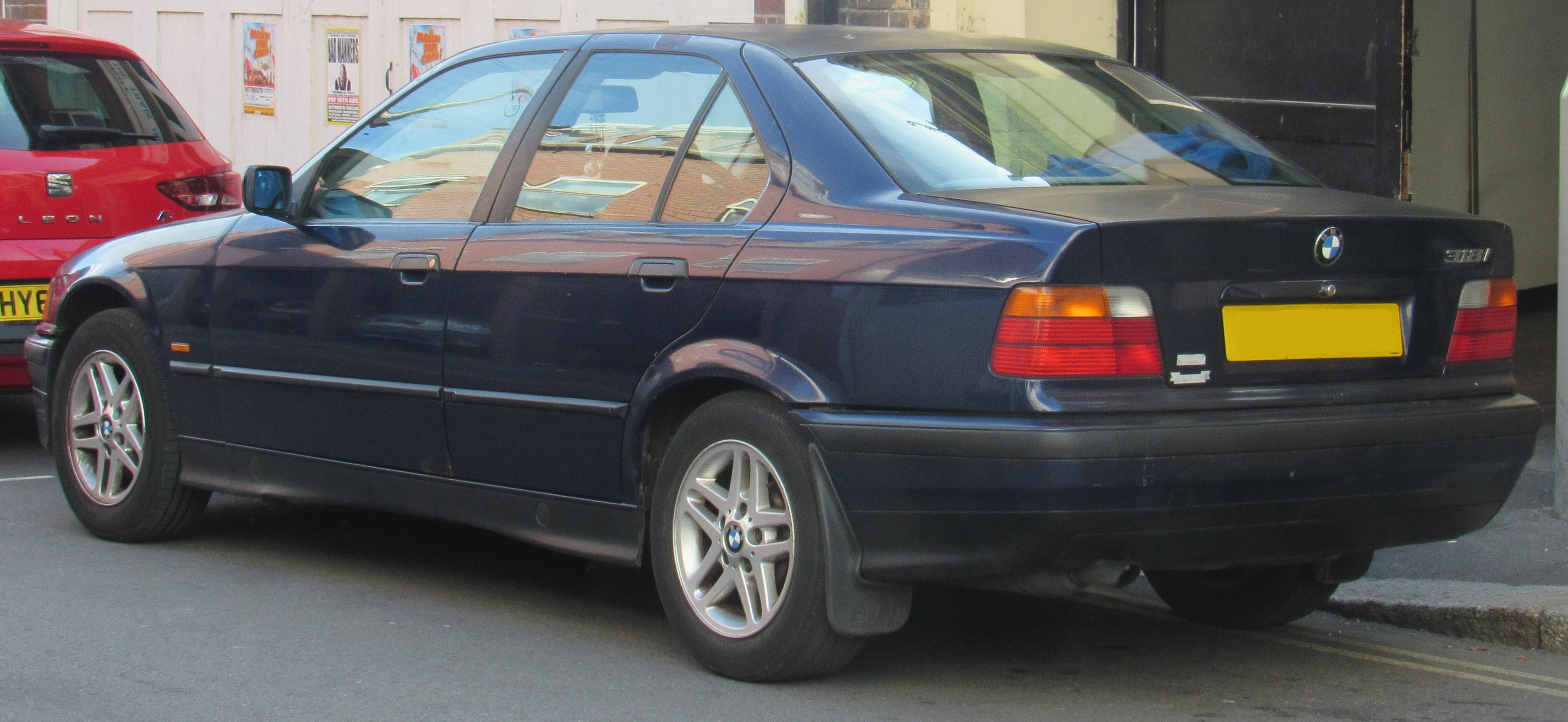
إي 36

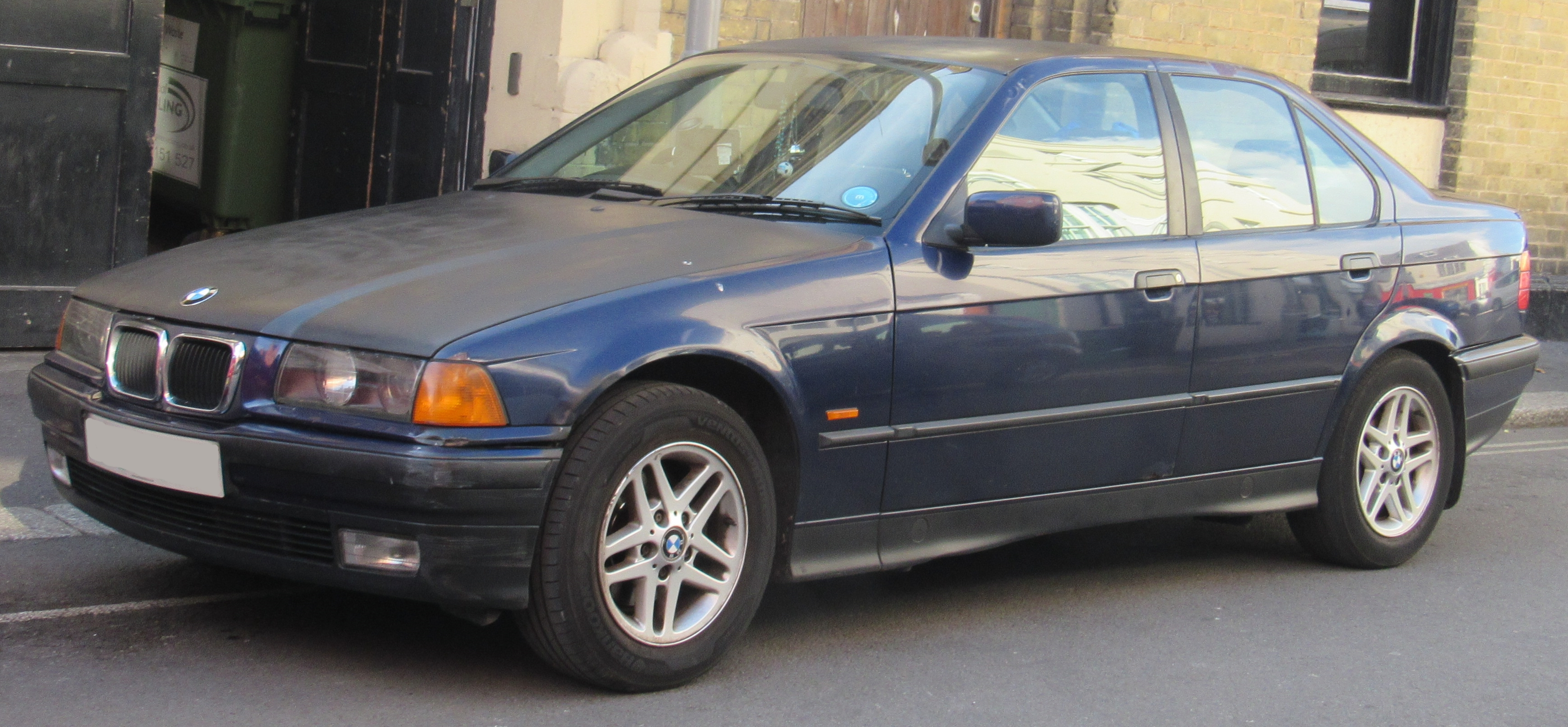
إي 36

بيعت إي 36 في الأنماط التالية من الهياكل: سيدان، كوبيه، مكشوف، استيت (تم تسويقه باسم "تورنغ")، وهاتشباك (تم تسويقه باسم "3 سيريز كومباكت"). كان طراز كومباكت أصغر من النسخة التقليدية ذات الأربع أبواب، وكان يعمل بمحركات بي إم دبليو المكونة من أربع أسطوانات التي تم تطويرها خلال التسعينات.
كان إي 36 هو الجيل الثاني من الفئة 3 الذي تم تقديمه بنمط هاتشباك. وهو أيضًا أول طراز من الفئة 3 يُتاح مع ناقل حركة يدوي مكون من 6 سرعات (في إم 3 1996)، وناقل حركة أوتوماتيكي مكون من 5 سرعات، ومحرك ديزل مكون من أربع أسطوانات. كما كانت التعليق الخلفي متعدد الوصلات ترقية هامة مقارنة بالأجيال السابقة من الفئة 3.
زود طراز إم 3 بمحركات إس 50 وإس 52 المكونة من ست أسطوانات مستقيمة، وبيع بنماذج كوبيه وسيدان ومكشوفة.
بنيت طرازات بي إم دبليو زد 3 رودستر وكوبيه على منصة إي 36.

## الجيل الرابع (إي 46؛ 1997)

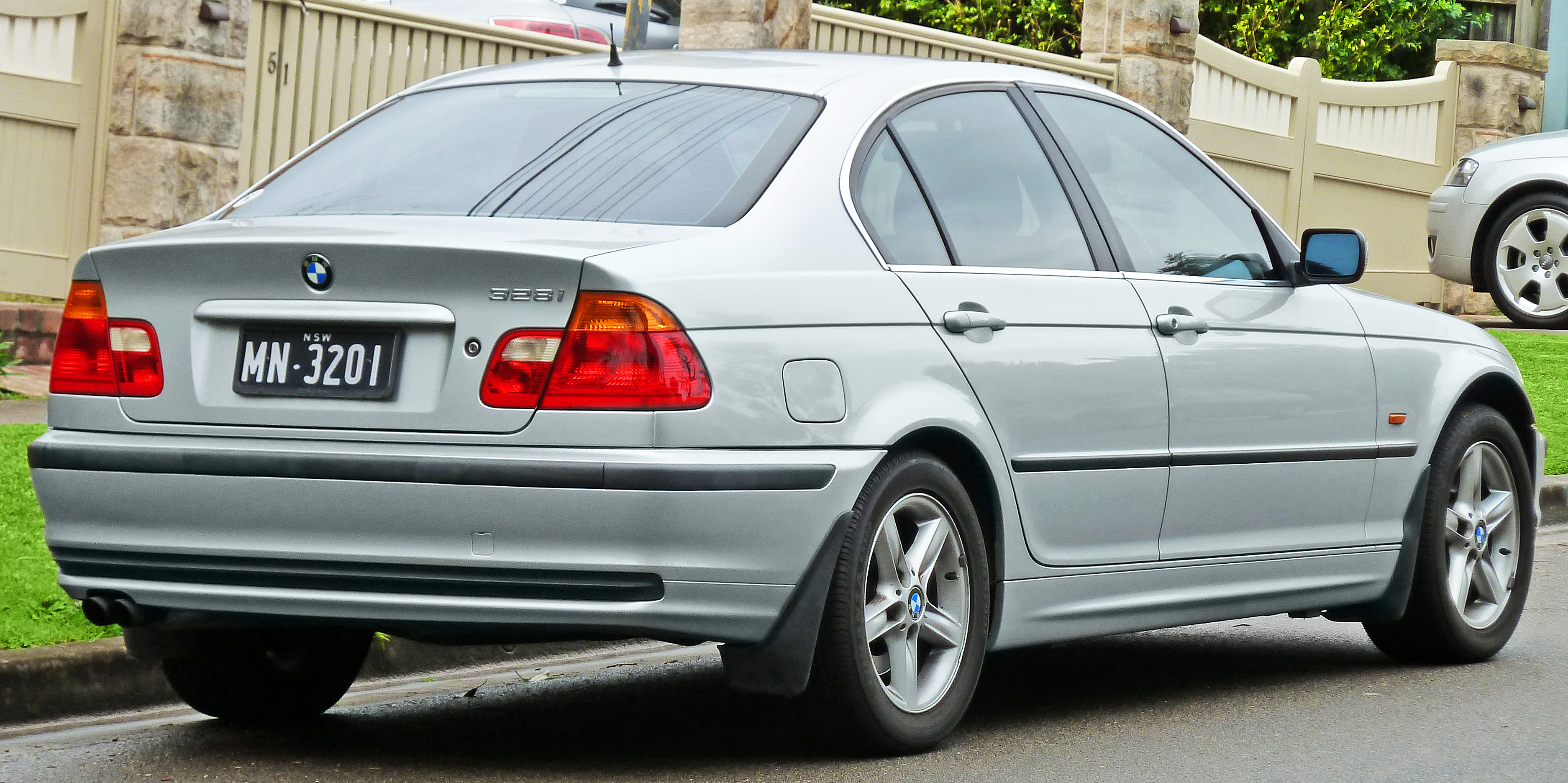
إي 46

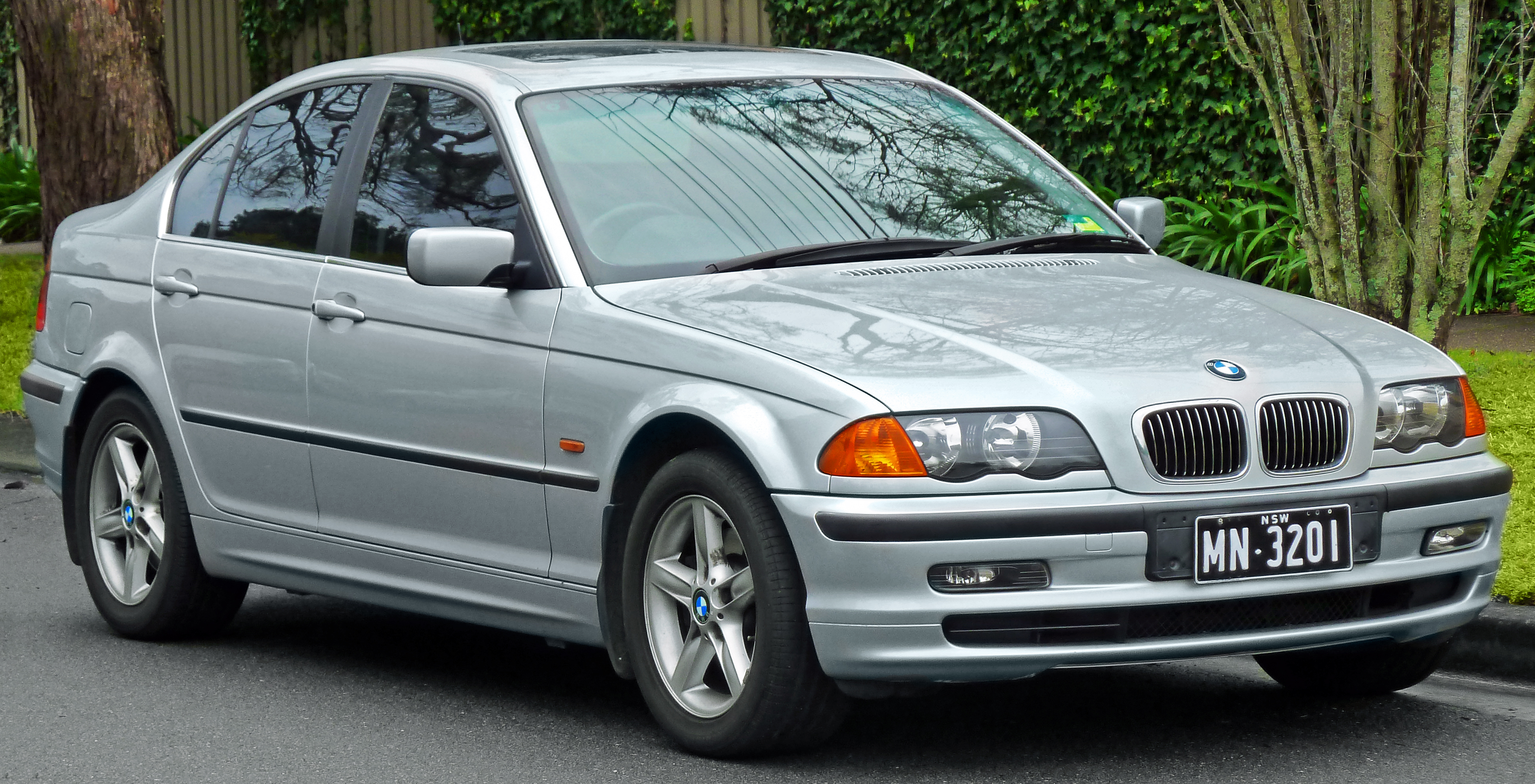
إي 46

بيعت إي 46 في الأنماط التالية من الهياكل: سيدان، كوبيه، مكشوف، استيت (تم تسويقه باسم "تورنغ")، وهاتشباك (تم تسويقه باسم "3 سيريز كومباكت").
قدم الجيل إي 46 العديد من الميزات الإلكترونية لسلسلة الفئة 3، بما في ذلك الملاحة الفضائية، وعرض قوة الفرامل الإلكترونية، ونظام آي إس سي/دي إس سي، ومساحات الأمطار الحساسة، وأضواء الذيل إل إي دي، والمصابيح الأمامية زينون. أعيد تقديم الدفع الرباعي في إي 46 بعد أن كان متاحًا في إي 30. كان متاحًا لطرازات 325 إكس آي و330 إكس آي سيدان/استيت. جاء الجيل إي 46 مع محركات إم 52 تي يو/إم 54 مع نظام فانوس مزدوج (توقيت الصمامات المتغير) ومع ناقل حركة أوتوماتيكي من 5 سرعات جي إم (5 إل 40 إي)، وناقل حركة يدوي من 5 سرعات زد إف (إس 5-31)، وناقل حركة يدوي من 5 سرعات جتراج (إس 5 دي-250 جي)، وناقل حركة يدوي من 6 سرعات زد إف (جي إس 6-37 بي زد/دي زي)، وناقل حركة أوتوماتيكي يدوي من 6 سرعات زد إف (إس إم جي) (جي إس 6 إس 37 بي زد).
زود طراز إم 3 من إي 46 بمحرك إس 54 مكون من ست أسطوانات مستقيمة وكان متاحًا بنمط هيكل كوبيه ومكشوفة.

## الجيل الخامس (إي 90/إي 91/إي 92/إي 93؛ 2004)

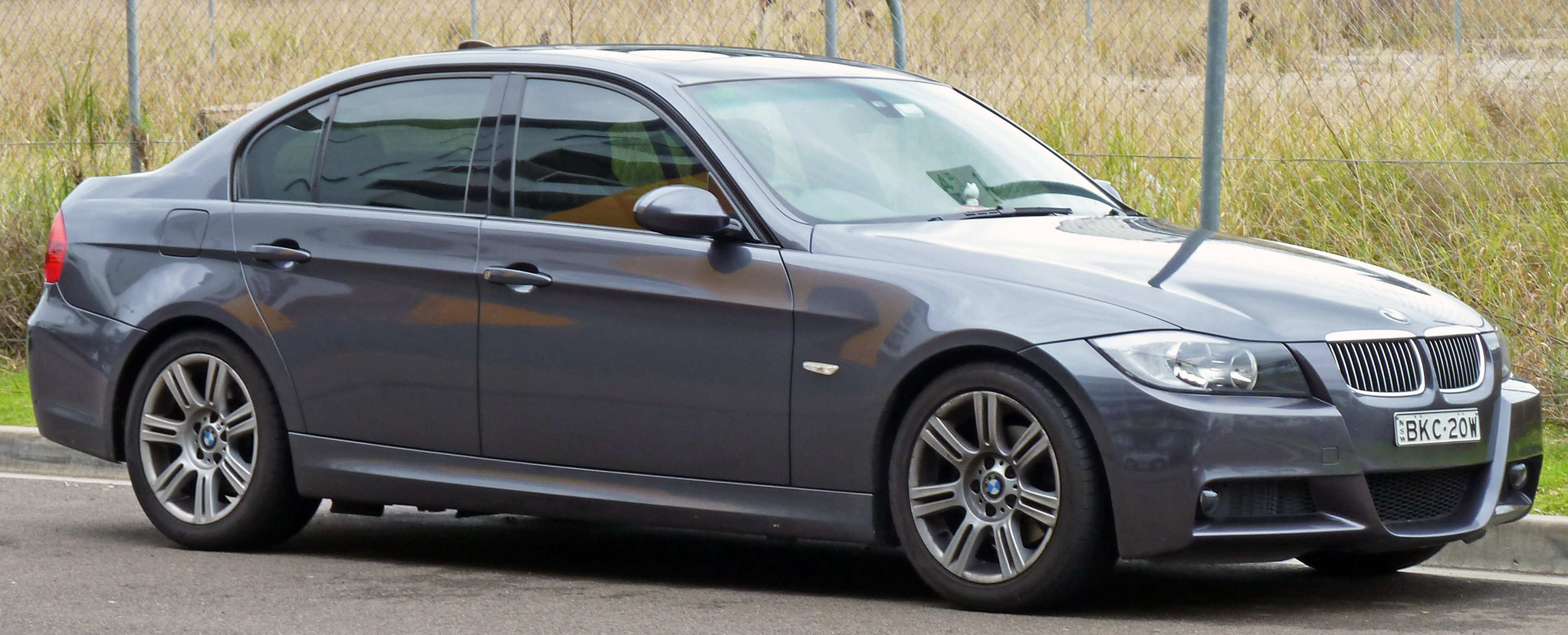
إي 90

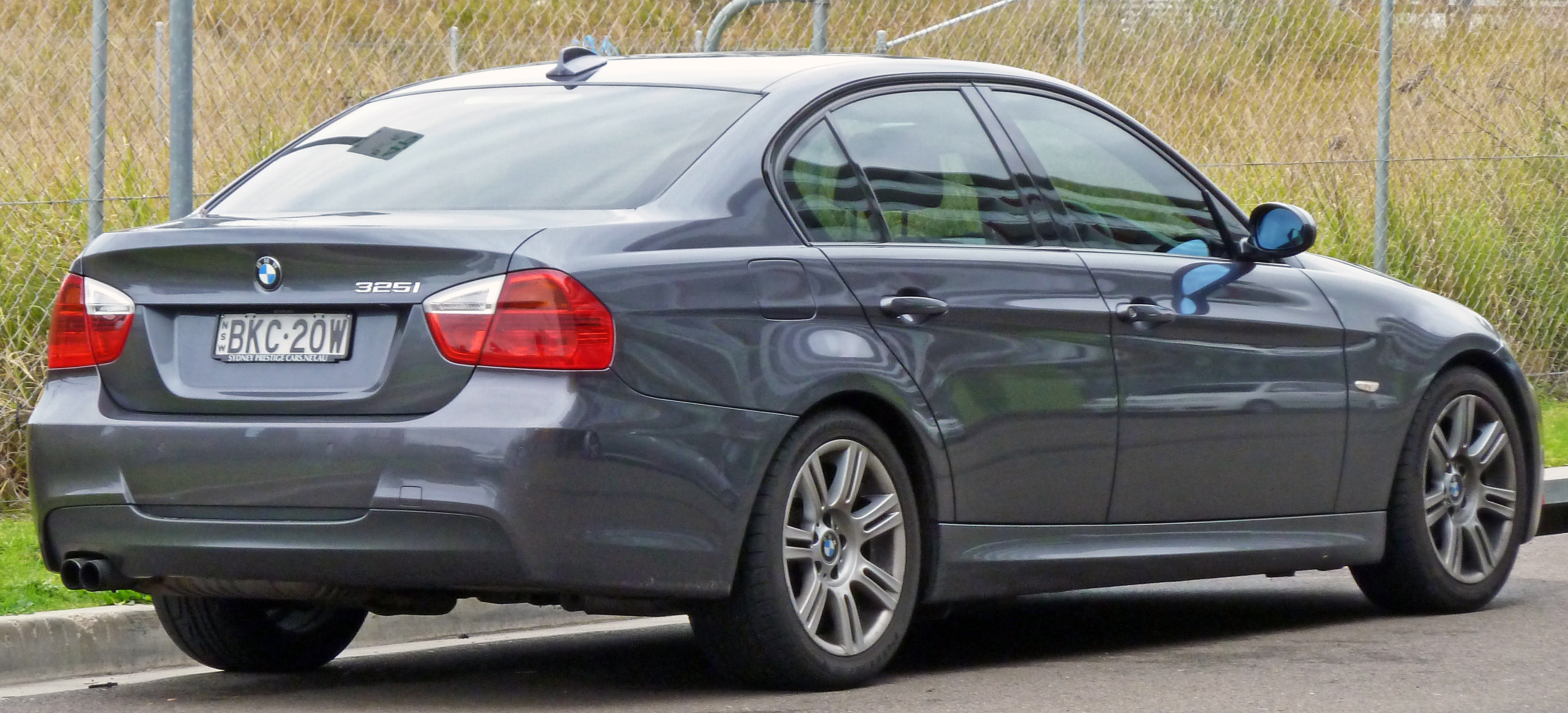
إي 90

أنتج الجيل الخامس من الفئة 3 في الأنماط التالية من الهياكل: سيدان، استيت (تم تسويقه باسم "تورنغ")، كوبيه وكابريوليه. نظرًا لأن كل نمط هيكل يحمل رمز موديل منفصل، يُستخدم أحيانًا مصطلح "إي 9 إكس" للإشارة إلى هذا الجيل من الفئة 3.
في عام 2006، أصبح طراز 335 آي أول طراز من الفئة 3 يباع بمحرك بنزين مزود بشاحن توربيني. كما شهد طراز إي 90 إدخال إطارات دون هواء إلى مجموعة الفئة 3، مما يعني أن السيارات التي تحتوي على هذه الإطارات لا تأتي مزودة بإطارات احتياطية.
زود طراز إي 90/إي 92/إي 93 إم 3 بمحرك في 8 من بي إم دبليو إس 65. أطلق في عام 2007 وصنع في هياكل سيدان وكوبيه وكابريوليه.
انتهت إنتاجات الجيل الخامس من بي إم دبليو الفئة 3 في عام 2012.

## الجيل السادس (إف 30/إف 31/إف 34/إف 35؛ 2011)

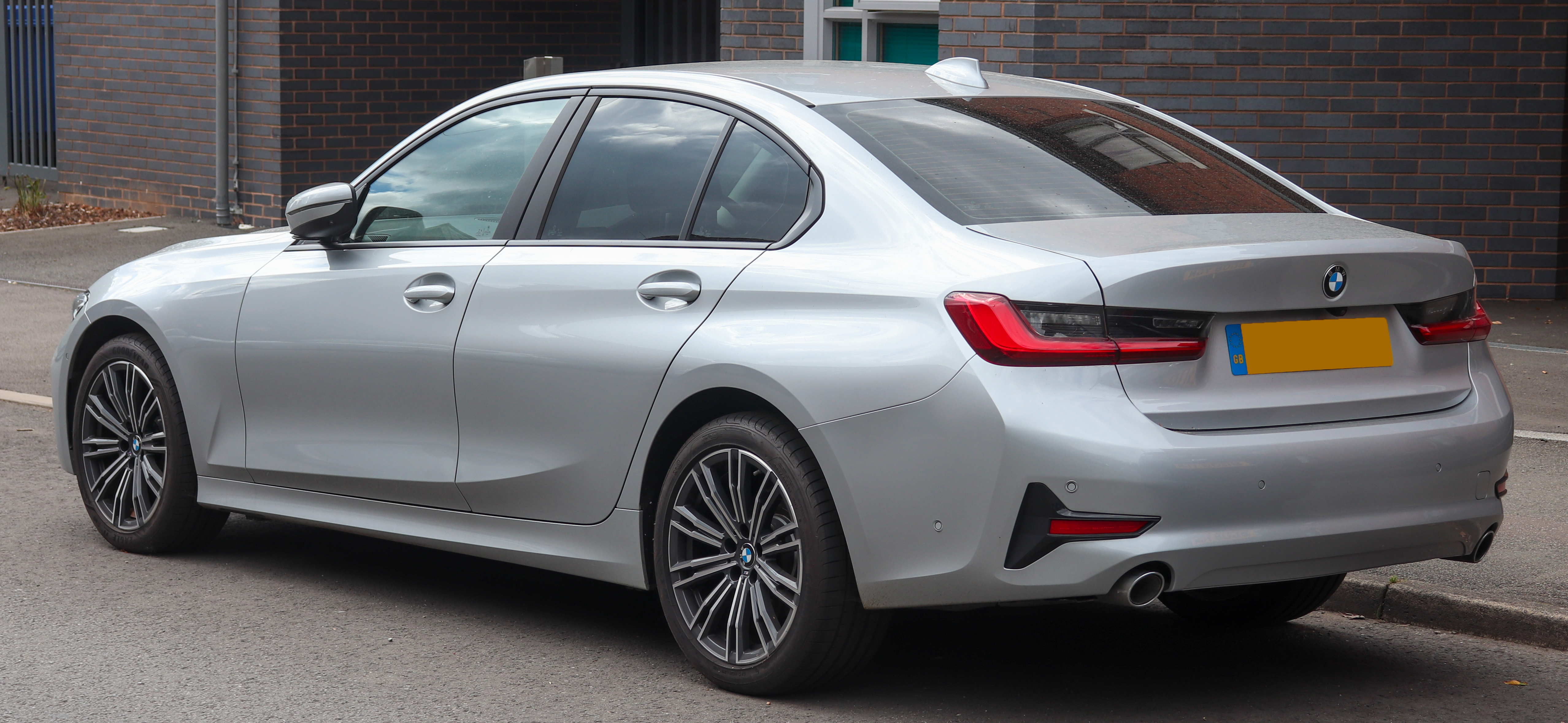
إف 30

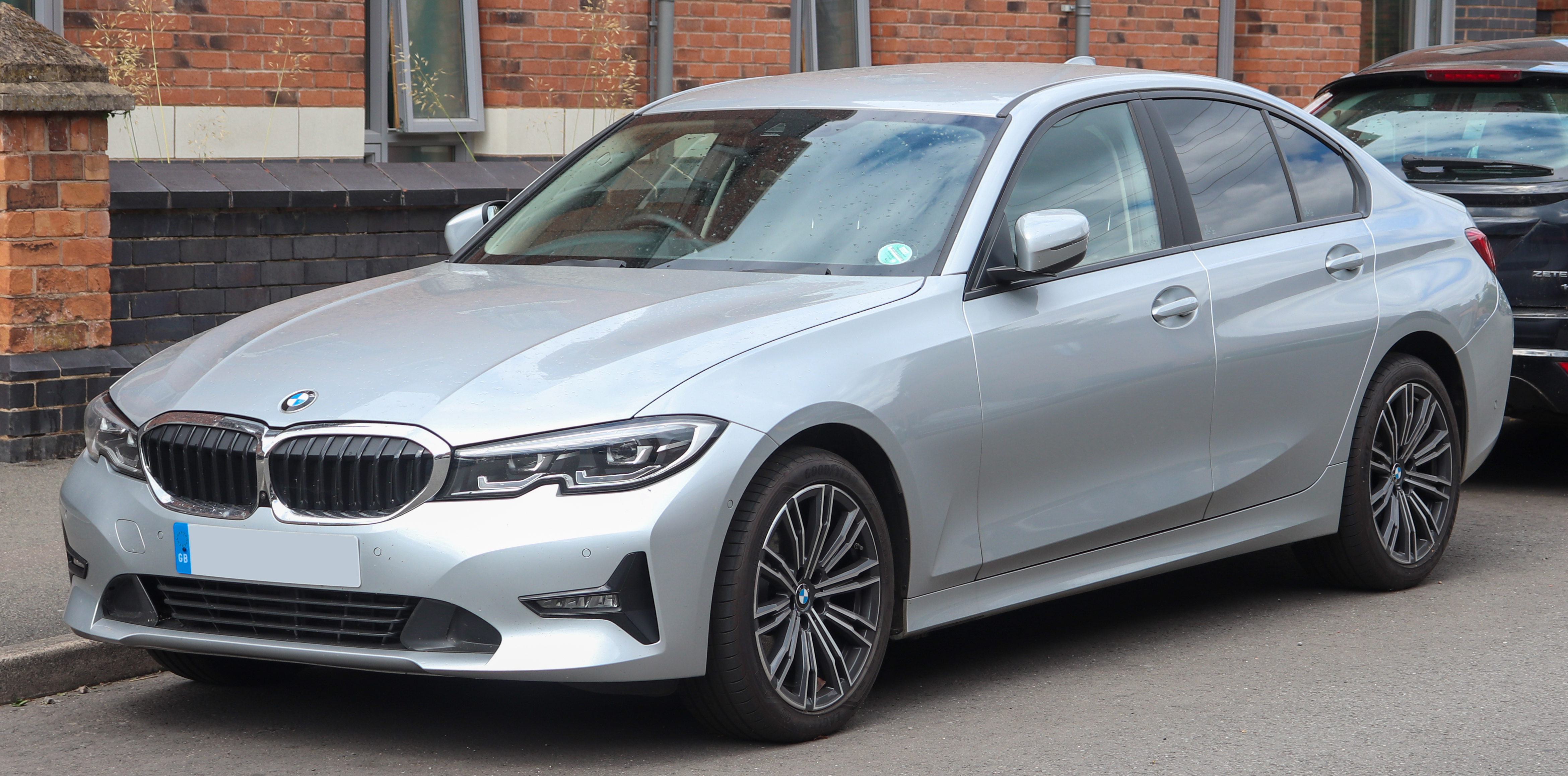
إف 30

أنتجت طرازات إف 30/إف 31/إف 35 في الأنماط التالية من الهياكل: سيدان، كوبيه، مكشوف، استيت، وهاتشباك 5 أبواب ("جران توريزمو"). كما يتوافر طراز سيدان ذو قاعدة عجلات طويلة في الصين.
بالنسبة لسلسلة إف 30/إف 31/إف 34، أنتجت طرازات الكوبيه والمكشوفة من عام 2013 حتى 2014، ثم فصلت عن الفئة 3، وإعادة تصميمها، وبيعها كجزء من سلسلة الفئة 4. أدخل نمط هيكل جديد إلى مجموعة الفئة 3: "3 سيريز جران توريزمو"، وهو هاتشباك ذو قاعدة عجلات طويلة.
في عام 2016، استخدم نظام الدفع الهجين لأول مرة في الفئة 3 من خلال طراز 330 إي. أيضًا في 2016، استخدم محرك مكون من 3 أسطوانات لأول مرة في الفئة 3.
أطلق طراز إم 3 (المعروف باسم إف 80، وهو أول طراز إم 3 يستخدم رمز موديل منفصل) في عام 2014 وكان مزودًا بمحرك إس 55 المكون من 6 أسطوانات توربينية.
انتهت الإنتاجات في عام 2019 مع نهاية إنتاج طراز إف 31 تورينغ في يونيو.

## الجيل السابع (جي 20/جي 21/جي 28؛ 2018)

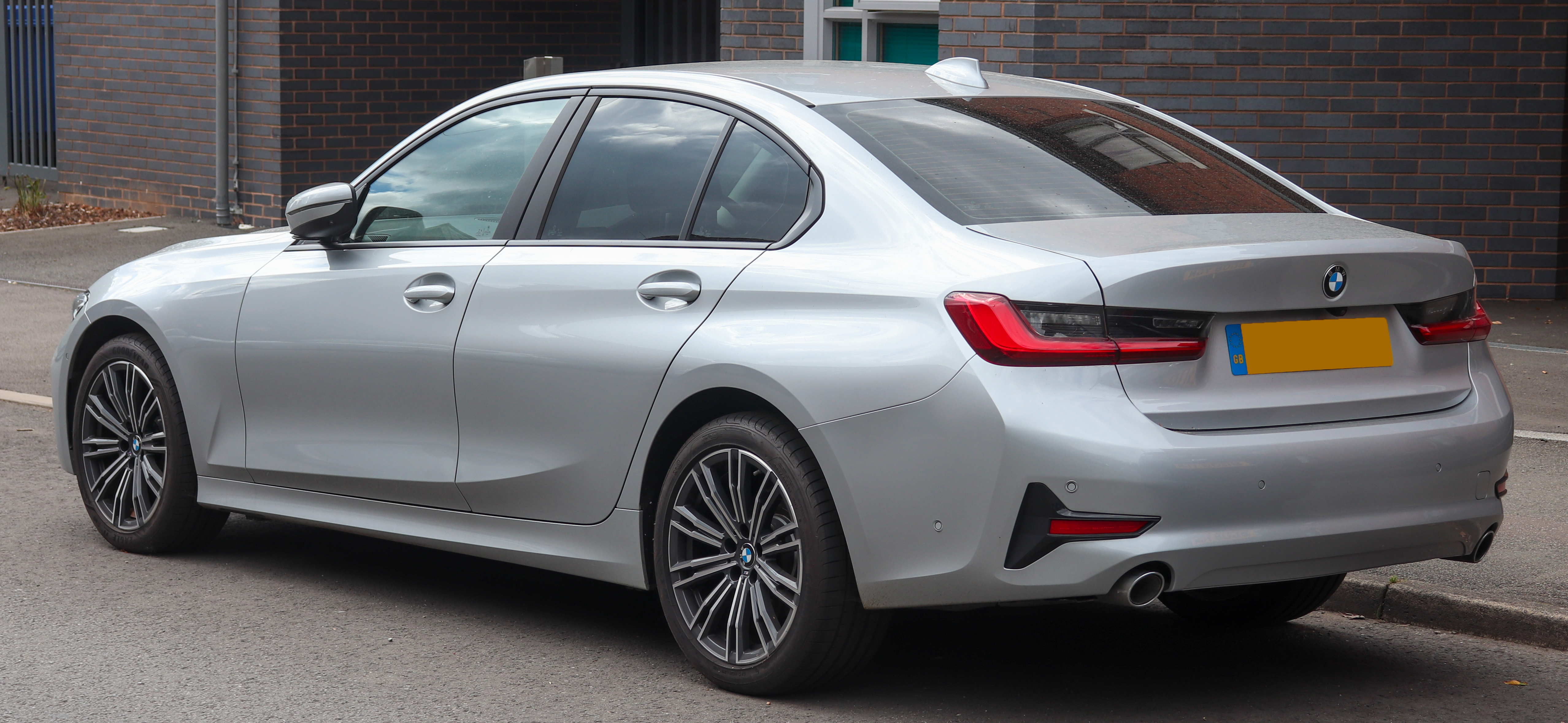
جي 20

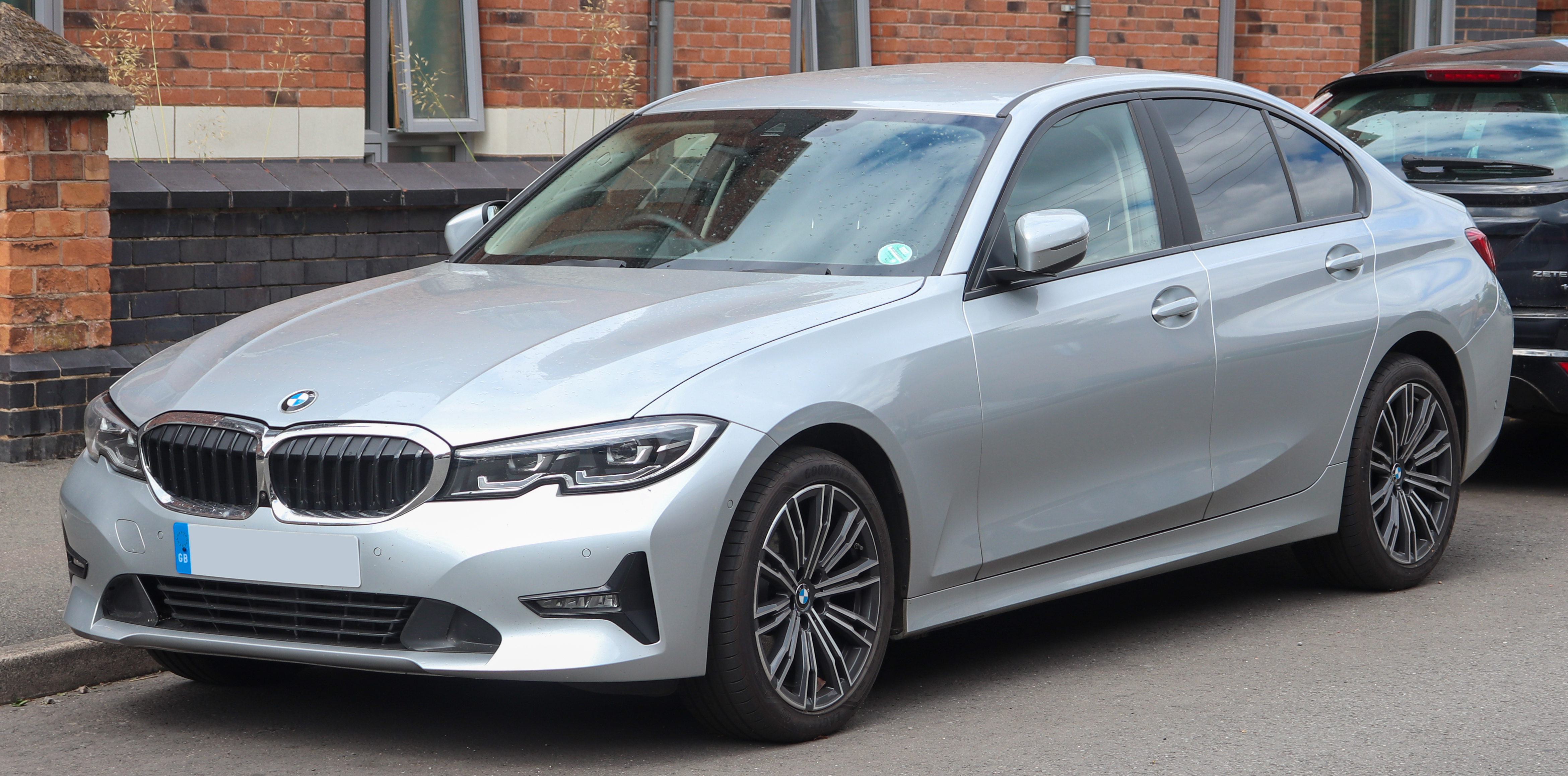
جي 20

كشف عن بي إم دبليو الفئة 3 (جي 20) في معرض باريس الدولي للسيارات في 2 أكتوبر 2018. كشف عن الصور الرسمية للسيارة قبل يوم من العرض. الجيل السابع من الفئة 3 متاح أيضًا كسيارة استيت. سلمت نسخ إم 3 وإم 3 كومبيتيشن الأقوى على مستوى العالم بدءًا من عام 2021.
منذ عام 2022، تم طرح نسخة كهربائية من الفئة 3 حصريًا للسوق الصينية تحت اسم آي 3، وهي تشترك في نظام المحرك مع طراز آي 4 الذي يسوق عالميًا. كشف عن تعديل بسيط في مايو 2022، وأطلق في بعض الأسواق في نوفمبر 2022 لطراز عام 2023.

## طرازات إم

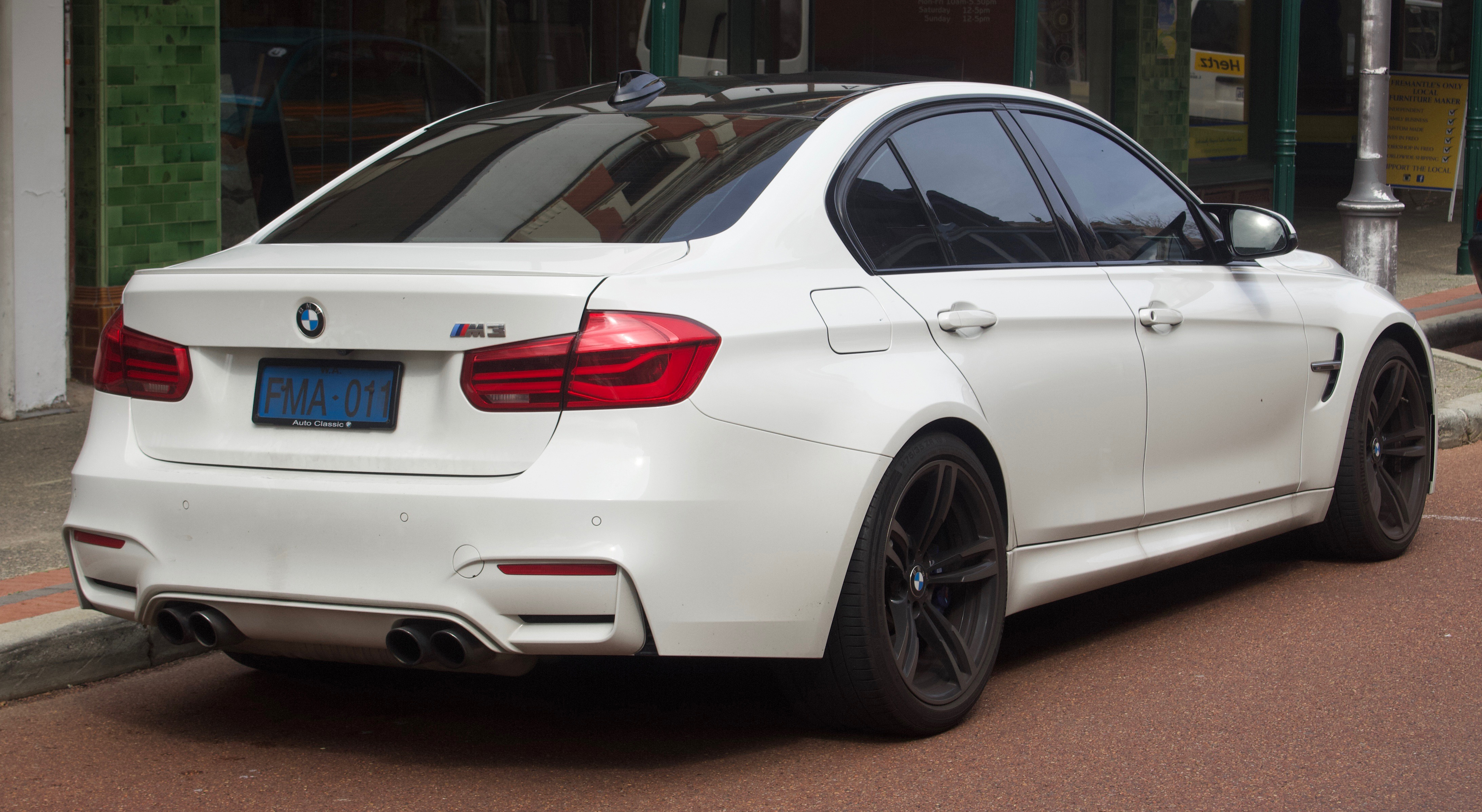
إف 80 إم 3

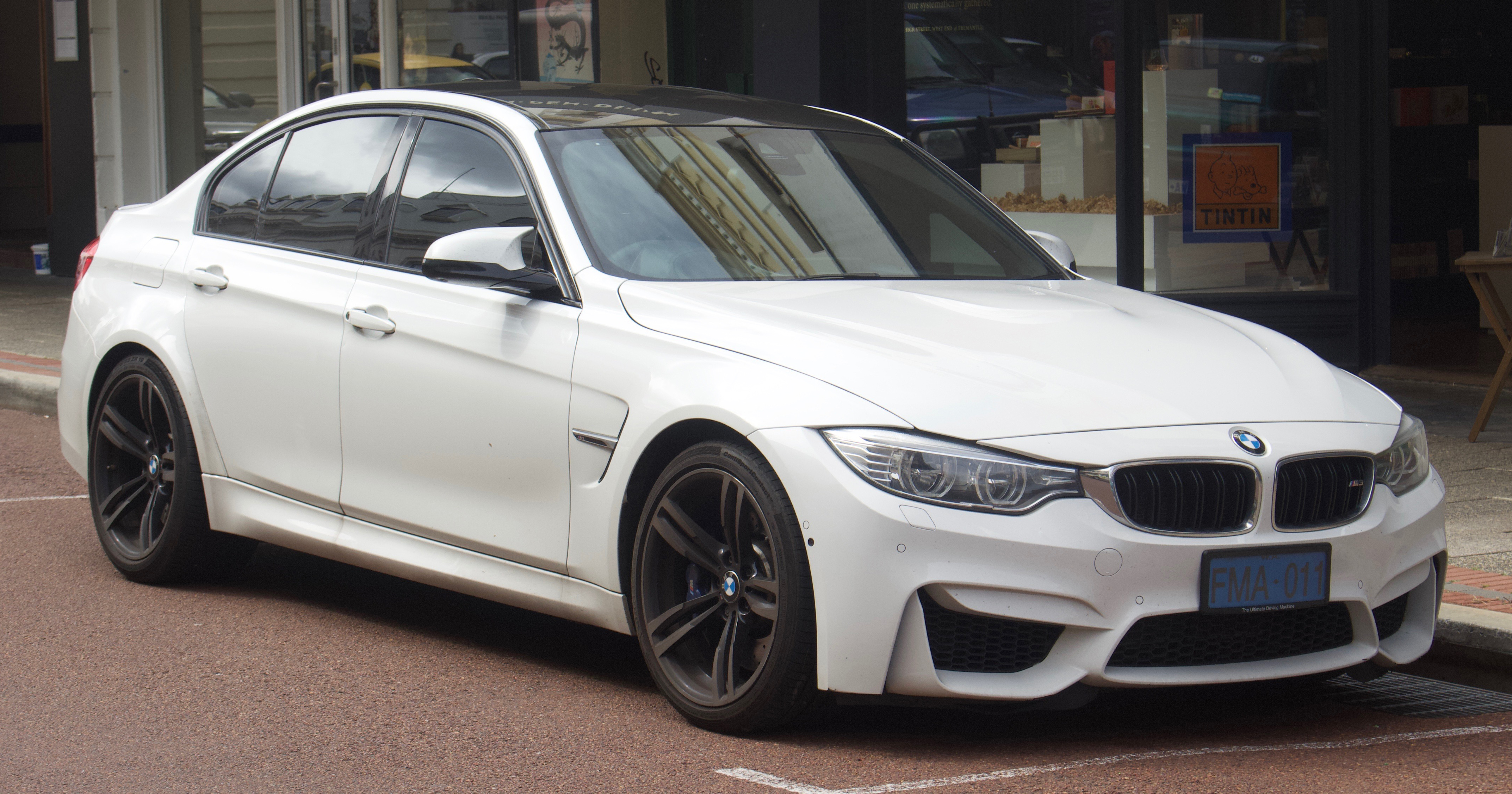
إف 80 إم 3

يعد طراز إم 3 النسخة الأكثر أداءً من الفئة 3. تم تصميمه وتطويره من قبل قسم الرياضات الميكانيكية في بي إم دبليو، بي إم دبليو إم.
تم اشتقاق طرازات إم 3 من طرازات إي 30، إي 36، إي 46، إي 90/إي 92/إي 93، وإف 30 (المعروف باسم إف 80) من الفئة 3 وتم تسويقها بأنماط هياكل كوبيه وسيدان وكابريوليه. تشمل التحديثات مقارنةً بسيارات الفئة 3 "العادية" محركات أكثر قوة واستجابة، وأنظمة تعليق/فرامل/تحكم محسّنة، وتحسينات ديناميكية هوائية، ومكونات خفيفة، وملامح داخلية/خارجية مع الشعار الثلاثي الألوان "إم" (الرياضات الميكانيكية).
كان آخر طراز إم 3 كوبيه صنع في ألمانيا في 5 يوليو 2013، واستبدل بطراز إف 82/إف 83 إم 4 كوبيه وكابريوليه بدءًا من عام 2015، ولكن اسم إم 3 لا يزال يُستخدم للطراز سيدان. أعيد تقديم الجيل الجديد من إم 3 في 2021، مع رمز موديل جي 80 استنادًا إلى الجيل السابع من الفئة 3 (جي 20).

## وصلات خارجية
- (بالعربية) طرازات الفئة الثالثة من بي إم دبليو